# Heinrich Kloppers
Heinrich Kloppers (* 14. Juli 1891 in Hagelshoek, heute Bad Bentheim; † 24. November 1944 im KZ Neuengamme) war ein deutscher Arbeiter und Widerstandskämpfer gegen den Nationalsozialismus.

## Leben
Heinrich Kloppers wuchs als Sohn eines niederländischen Einwanderers und dessen deutscher Frau im Dorf Gildehaus (Kreis Grafschaft Bentheim) nahe der niederländischen Grenze auf, wurde sehr christlich erzogen und erlernte den Beruf des Webers in der örtlichen Textilindustrie. Im Ersten Weltkrieg wurde er an der Westfront verwundet. Aus dieser Zeit stammen erste Gedanken zu einer pazifistischen Grundeinstellung.
Nach dem Krieg kehrte Kloppers nach Gildehaus zurück, wurde kurze Zeit Mitglied eines Freikorps, arbeitete wieder in der Textilindustrie. 1924 heiratete er. Aus der Verbindung stammt eine Tochter. Ab 1924 baute Kloppers maßgeblich das linke Milieu im Dorf auf. Er war Gründungsmitglied der Ortsgruppe des Reichsbanner Schwarz-Rot-Gold, Mitglied der Freien Gewerkschaft und Vorsitzender der Fußballabteilung des örtlichen Arbeiterturnvereins. Die politische Radikalisierung verschonte das ca. 1700 Einwohner zählende Dorf nicht. In Gildehaus fanden die Nationalsozialisten großen Zulauf, zumal der NSDAP-Kreisleiter und Reichstagsabgeordnete, der Arzt Dr. Josef Ständer, im Ort wohnte. 1929 wurde Kloppers Gemeinderatsmitglied der vereinigten Arbeiterliste. Für die Zeit bis 1933 sind mehrere Auseinandersetzungen mit der NSDAP nachweisbar. Kloppers half dabei dem in Bedrängnis geratenen DVP-Bürgermeister Ernst Buermeyer, der nach Holland floh.

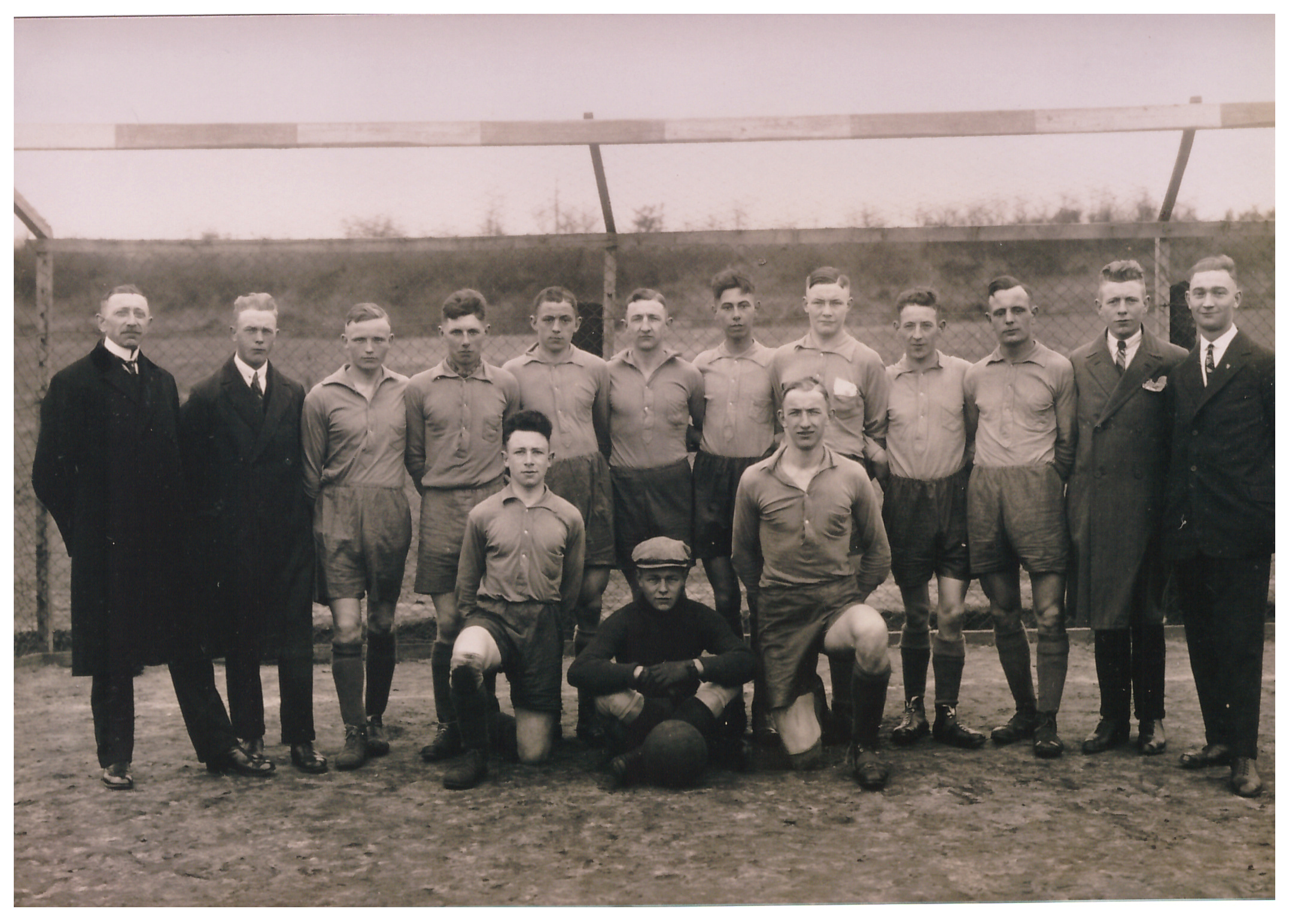
Arbeiter-Turn- und Sportverein „Jahn“ mit Heinrich Kloppers (stehend links) Gildehaus 1928

Kloppers, zwischenzeitlich Krankenkontrolleur bei der AOK in der nahegelegenen Kreisstadt Bad Bentheim, verlor 1933 diesen Posten, weil er nicht in die NSDAP eintreten wollte. Er wurde arbeitslos, krank und arbeitete nach seiner Genesung zeitweilig im Straßenbau. Es entwickelte sich eine persönliche Feindschaft zum NSDAP-Kreisleiter. Das gesamte linke (Rest-)Milieu des Dorfes stand unter Beobachtung der Gestapo und des SD. Als informeller oppositioneller Meinungsführer sagte Kloppers auch nach 1933, obwohl Freunde und Verwandte ihn häufig warnten, mal ungeschminkt, mal getarnt seine Meinung (z. B. über den Verkauf von „Judenmöbeln“). Er führte eine illegale sozialdemokratische Debattiergruppe und widmete sich verstärkt der christlichen Jugendarbeit. Dabei beobachtete er das nationalsozialistische Milieu genau und machte darüber heimlich Aufzeichnungen.
Nach dem Attentat vom 20. Juli 1944 wurde Kloppers im Zuge der Aktion Gewitter zusammen mit dem früheren Nordhorner Kommunistenführer Ferdinand Kobitzki verhaftet und nach einigen Wochen in das KZ Neuengamme eingeliefert. Zwischenzeitlich gelang es Kloppers, mehrere Briefe aus den Gerichtsgefängnissen Bentheim und Osnabrück, in denen er auch von Folter schrieb, nach Hause zu schicken. Obwohl sich der Nordhorner Textilfabrikant und spätere CDU-Bundestagsabgeordnete Dr. Bernard Povel, in dessen Fabrik Kloppers 1944 als Weber arbeitete, für seinen Arbeiter einsetzte, wurde Kloppers inhaftiert und ins KZ Neuengamme gebracht. Die politische Beurteilung der NSDAP-Kreisleitung: „War SPD-Gemeinderatsmitglied in Gildehaus / Bentheim. Nach 33 gehörte er zur Opposition und war stets Nörgler und Meckerer. Ist einer der gefährlichsten im Kreise Bentheim, der vor allem ein verstecktes Spiel treibt.“
Kloppers starb am 24. November 1944, angeblich um 04:00 Uhr früh an Lungenschwindsucht, im KZ Neuengamme. Die Beisetzung der Urne im Januar 1945 geriet zu einer eindrucksvollen Demonstration seiner Freunde, der Kirche und des nichtnazifizierten Teils der Arbeiterschaft.
Nach dem Zweiten Weltkrieg wurde versucht, den Fall straf- und zivilrechtlich aufzuarbeiten.

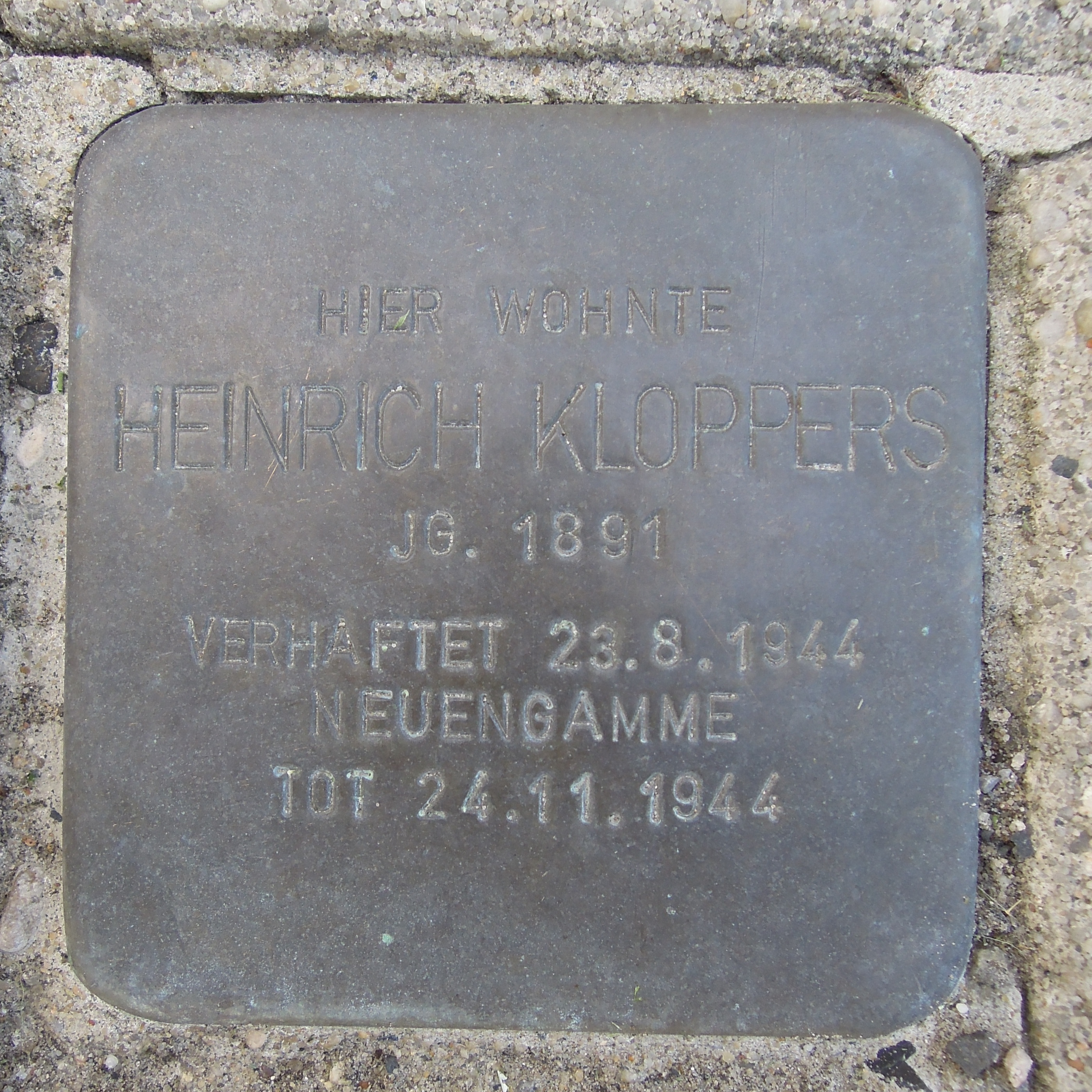
Stolperstein für Heinrich Kloppers in Bad Bentheim

In Gildehaus ist 1985 die Heinrich-Kloppers-Straße, in der das frühere Wohnhaus Kloppers liegt, nach ihm benannt worden. Am 16. August 2007 verlegte der Kölner Künstler Gunter Demnig zur Erinnerung einen „Stolperstein“ vor Kloppers Wohnhaus (Hausnummer 1–3).